# Горно-Осеново
Горно-Осеново (болг. Горно Осеново) — село в Благоевградской области Болгарии. Входит в состав общины Симитли. Находится примерно в 16 км к северо-востоку от центра города Симитли и примерно в 15 км к востоку от центра города Благоевград. По данным переписи населения 2011 года, в селе  проживало 15 человек, преобладающая национальность — болгары.

## Население
| Год     | 1956 | 1965 | 1975 | 1985 | 1992 | 2001 | 2011 |
| ------- | ---- | ---- | ---- | ---- | ---- | ---- | ---- |
| Жителей | 498  | 300  | 57   | 24   | 63   | 30   | 15   |

|  |